# 比奧列車

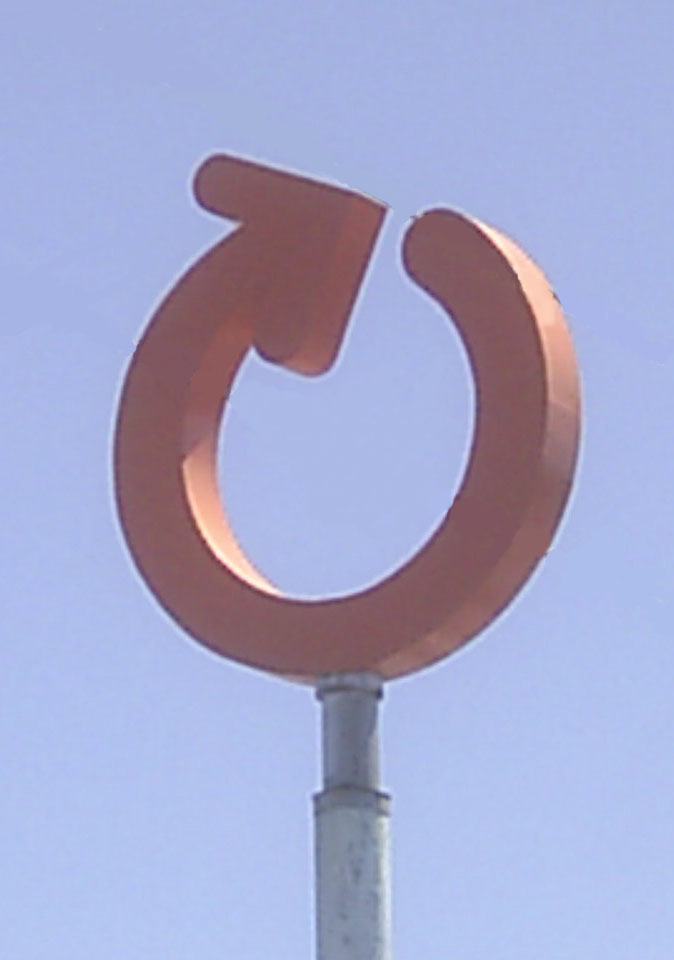
比奧列車標誌

比奧列車（西班牙語：Biotrén）是智利比奧比奧大區首府康塞普西翁的城市軌道交通系統，於1999年開始營運，2006年全線通車。現有兩條路線與17座車站。